# Formulär
Ett formulär är ett dokument med fördefinierade men ej ifyllda fält.
Syftet med formuläret är att vägleda den som fyller i det, att standardisera och därmed snabba upp hanteringen, samt att minska risken för felaktiga/onödiga/saknade uppgifter som behövs av den som senare ska behandla formuläret.
Formuläret har vanligtvis ledtexter som förklarar vilken uppgift som ska föras in i respektive fält. Det kan även tydliggöras genom ämnets art i formuläret.
Ett formulär kan vara tryckt/skrivet på papper eller liknande medium och avsett för ifyllnad med penna eller skrivmaskin. Det kan även vara elektroniskt och visas på en dataskärm, där man fyller i det med datorns tangentbord och/eller mus.
Ett ifyllt formulär överlämnas antingen fysiskt, eller om det är elektroniskt genom en knapptryckning som sänder iväg informationen till mottagaren.

## Användningsområden
Formulär används till en mängd ändamål, till exempel
- Vid ansökan om olika tillstånd från myndigheter, till exempel bygglov, och andra tillstånd m.m.
- Vid rapportering av olika slag, till exempel vid kvalitetsavvikelser inom ett företag
- När man redigerar sidor på Wikipedia använder man en typ av formulär - I ett fält skriver man sin artikel, och i ett annat fält med ledtexten "Sammanfattning" kan man skriva en sammanfattning av innehållet i artikeln.